# Skærbæk (Fredericia)
Skærbæk is een plaats in de Deense regio Zuid-Denemarken, gemeente Fredericia, en telt 1841 inwoners (2007).